# Pouvoir constituant
Le pouvoir constituant est le pouvoir qui crée ou révise une Constitution. C'est l'organe bénéficiant de la compétence constitutionnelle. On le distingue entre pouvoir constituant originaire et pouvoir constituant dérivé.
L'expression constituent power (« pouvoir constituant » en anglais) est attestée en 1777 : à la suite de Willi Paul Adams, il est admis que sa première occurrence se trouve dans une lettre ouverte de Thomas Young aux habitants du Vermont, datée du 11 avril 1777,,.

## Pouvoir constituant originaire
Le pouvoir constituant originaire est le pouvoir d'établir des règles fondamentales relatives à la dévolution et à l'exercice du pouvoir politique. Ainsi, il crée une nouvelle Constitution pour un État donné. Deux théories s'affrontent sur le sujet. La première, défendue par des auteurs comme Raymond Carré de Malberg, établit que la Constitution naît d'un néant juridique, d'un vide du droit qu'elle va s'efforcer de combler. La deuxième, défendue par des auteurs tels que René Capitant, développe l'idée que la Constitution naît du droit lui-même, que même une révolution serait un droit. Pour lui, Raymond de Malberg se méprend sur le droit et il « vit dans l'illusion que le droit ne serait que du droit écrit ».

### Un pouvoir né d'un vide constitutionnel
Par définition, le pouvoir constituant originaire apparaît ponctuellement, à la suite d'une discontinuité constitutionnelle. À l'occasion d'un événement particulièrement important et exceptionnel, en effet, l'ordre constitutionnel précédent est détruit. Il se crée donc un vide constitutionnel, qu'il appartient de combler.
Ce vide constitutionnel peut être notamment créé par une Révolution ou un coup d'État. Ainsi, en France, de nombreuses constitutions ont été élaborées entre 1791 et 1804, avec une succession de régimes. Ces modifications ont eu lieu lors de la Révolution française.
Ce vide constitutionnel peut aussi avoir sa cause dans l'apparition d'un nouvel État. On peut ainsi citer l'exemple des différents pays qui sont issus de la décolonisation française et anglaise.
Le vide constitutionnel peut enfin apparaître à la suite d'une guerre. D'abord, on peut considérer que l'occupation prolongée du territoire justifie la création d'une nouvelle Constitution. C'est l'exemple de l'Allemagne de l'Ouest, après la défaite de 1945, ayant abouti à la création de la Loi fondamentale du 23 mai 1949. On peut aussi citer la Constitution irakienne, créée pendant une occupation étrangère.
Une autre hypothèse est qu'à la suite d'une guerre, le pouvoir constituant originaire remette en vigueur la Constitution précédente, afin de démontrer la continuité de l'État. Elle peut être illustrée par l'Autriche qui, en 1945, a préféré redonner vie à la Constitution du 1er octobre 1920 (écrite notamment par Hans Kelsen), dont l'application avait été interrompue en 1938 par l'Anschluss, plutôt que d'écrire une nouvelle Constitution.

## Pouvoir constituant dérivé
Le pouvoir constituant dispose d'une compétence de révision de la Constitution, qui doit obéir à des conditions de forme (procédure pour réviser la Constitution) et à des conditions de fond (portée de la révision envisagée). L'étude du pouvoir constituant dérivé est donc liée à l'étude des révisions constitutionnelles.
Le terme d'institué est établi en référence aux institutions qui disposent de ce pouvoir constituant. Le terme de dérivé, lui, permet d'insister davantage sur le fait que ce pouvoir constituant tient son fondement du pouvoir constituant originaire lui-même, par le moyen de la Constitution.
N.B : Le terme de pouvoir constitué que l'on trouve parfois ne renvoie pas au pouvoir constituant dérivé ou institué, mais aux pouvoirs édictés dans la Constitution, qui peuvent être le pouvoir exécutif, législatif ou judiciaire.

### Le pouvoir constituant dérivé, critère de la souplesse ou de la rigidité de laConstitution
La place donnée au pouvoir constituant dérivé est donc caractéristique du caractère souple ou rigide de la Constitution, c’est-à-dire de la facilité à réviser la Constitution. Si le pouvoir constituant dérivé dispose d'une large compétence, la Constitution peut raisonnablement être considérée comme souple. Si au contraire, cette révision par le pouvoir constituant dérivé est difficile, la Constitution peut être considérée comme rigide.

#### Constitutions souples et rigides
La distinction est basée sur la facilité avec laquelle on révise la constitution, c'est une différence de degré (par opposition à une différence de nature).
La constitution souple :
- peut être modifiée selon les formes et les procédures de la loi ordinaire. Elle ne nécessite donc pas de modalités particulières pour sa révision car elle se révise aussi facilement qu'une loi se vote.
- elle est compatible avec la vision d'État de droit...
- ...mais elle peut être dangereuse pour les citoyens (la liberté peut être facilement modifiée).

La constitution rigide :
- nécessite le respect de procédures spécifiques (comme le vote à une majorité qualifiée et par l'Assemblée nationale et le Sénat).
- une différence s'opère entre le pouvoir constituant et le pouvoir législatif.

La constitution rigide prévaut en France aujourd'hui :
- méfiance par rapport au législateur ⇒ mettre hors de sa portée quelques grands principes.
- reconnaissance de la supériorité de la constitution sur la loi.
- aspect durable d'une constitution.
- évite une décision hâtive d'un gouvernement.
- protection des citoyens.

Note : Il ne faut pas confondre la distinction constitution souple/rigide avec constitution écrite/coutumière.
À l'inverse, la Constitution des États-Unis d'Amérique, elle, est beaucoup plus difficile à réviser. Le XXVIIe amendement, par exemple, a mis près de deux siècles pour être consacré à la valeur constitutionnelle : il a été proposé par le Congrès le 25 septembre 1789, et n'a été déclaré ratifié que le 18 mai 1992, soit 203 ans après.